# Гамбург-Штерншанце
Штерншанце (нім. Sternschanze) — частина району Альтона вільного та ганзейського міста Гамбург. Після Репербан це найвідоміший квартал розваг і нічного життя Гамбурга.

## Історія
Назва кварталу походить від бра (нім. Schanze) у формі зірки, яке було збудоване на цьому місці у 1682 році перед Гамбурзьким Валлінгом (нім. Wallring). З 1930-х до 1970-х років квартал був домівкою для великої кількості представників робітничого класу. З 1970-х років сюди почали заселятися сім'ї та студенти. Він майже, але не повністю, збігається з розважальним районом Schanzenviertel з його численними барами та клубами, який мешканці називають "Шанце". На місцевому сленгу мешканці цього району живуть "у бра" ("in der Schanze").
Колишня будівля концертного будинку/театру Rote Flora (збудована у 1888 році як концертний зал Flora) також знаходиться тут, на вулиці Шультерблатт. Він був захоплений лівими групами у 1989 році, після того, як з 1987/88 року існували плани перебудувати його на новий музичний театр. Пізніше ці плани були реалізовані біля станції Holstenstraße під назвою Neue Flora. Від початку окупації "Роте Флора" використовувалася для проведення культурних заходів групами сквоттерів. У 2000 році будівлю придбав агент з нерухомості Клаусмартін Кречмер за договором, згідно з яким місто Гамбург заборонило йому робити будь-які зміни. Через те, що він все одно планував зробити перепланування, виникли конфлікти з мешканцями. У 2014 році місто Гамбург викупило будівлю, щоб уникнути подальших конфліктів; у 2015 році будівля була відремонтована волонтерами.